# كومسومولسك-نا-أموري
كومسومولسك-نا-أموري (بالروسية: Комсомольск-на-Амуре) هي إحدى مدن روسيا في الكيان الفدرالي الروسي خاباروفسك كراي.

## المناخ
يظهر الجدول التالي التغييرات المناخية على مدار السنة لكومسومولسك-نا-أموري:
| البيانات المناخية لـكومسومولسك-نا-أموري | البيانات المناخية لـكومسومولسك-نا-أموري | البيانات المناخية لـكومسومولسك-نا-أموري | البيانات المناخية لـكومسومولسك-نا-أموري | البيانات المناخية لـكومسومولسك-نا-أموري | البيانات المناخية لـكومسومولسك-نا-أموري | البيانات المناخية لـكومسومولسك-نا-أموري | البيانات المناخية لـكومسومولسك-نا-أموري | البيانات المناخية لـكومسومولسك-نا-أموري | البيانات المناخية لـكومسومولسك-نا-أموري | البيانات المناخية لـكومسومولسك-نا-أموري | البيانات المناخية لـكومسومولسك-نا-أموري | البيانات المناخية لـكومسومولسك-نا-أموري | البيانات المناخية لـكومسومولسك-نا-أموري |
| الشهر                                   | يناير                                   | فبراير                                  | مارس                                    | أبريل                                   | مايو                                    | يونيو                                   | يوليو                                   | أغسطس                                   | سبتمبر                                  | أكتوبر                                  | نوفمبر                                  | ديسمبر                                  | المعدل السنوي                           |
| --------------------------------------- | --------------------------------------- | --------------------------------------- | --------------------------------------- | --------------------------------------- | --------------------------------------- | --------------------------------------- | --------------------------------------- | --------------------------------------- | --------------------------------------- | --------------------------------------- | --------------------------------------- | --------------------------------------- | --------------------------------------- |
| الدرجة القصوى °م (°ف)                   | 0.7 (33.3)                              | 0.0 (32.0)                              | 13.6 (56.5)                             | 23.9 (75.0)                             | 31.0 (87.8)                             | 33.2 (91.8)                             | 36.2 (97.2)                             | 38.0 (100.4)                            | 30.0 (86.0)                             | 20.5 (68.9)                             | 8.3 (46.9)                              | 1.0 (33.8)                              | 38.0 (100.4)                            |
| متوسط درجة الحرارة الكبرى °م (°ف)       | −19.6 (−3.3)                            | −13.9 (7.0)                             | −4.0 (24.8)                             | 7.5 (45.5)                              | 16.1 (61.0)                             | 22.8 (73.0)                             | 25.1 (77.2)                             | 23.4 (74.1)                             | 17.1 (62.8)                             | 7.4 (45.3)                              | −6.4 (20.5)                             | −17.2 (1.0)                             | 4.6 (40.3)                              |
| المتوسط اليومي °م (°ف)                  | −24.7 (−12.5)                           | −19.8 (−3.6)                            | −9.5 (14.9)                             | 2.3 (36.1)                              | 10.4 (50.7)                             | 17.3 (63.1)                             | 20.3 (68.5)                             | 18.5 (65.3)                             | 11.9 (53.4)                             | 2.5 (36.5)                              | −10.5 (13.1)                            | −21.8 (−7.2)                            | −0.6 (30.9)                             |
| متوسط درجة الحرارة الصغرى °م (°ف)       | −30.8 (−23.4)                           | −27.2 (−17.0)                           | −17.1 (1.2)                             | −3.4 (25.9)                             | 3.7 (38.7)                              | 10.8 (51.4)                             | 15.2 (59.4)                             | 13.5 (56.3)                             | 6.4 (43.5)                              | −2.9 (26.8)                             | −16.1 (3.0)                             | −27.4 (−17.3)                           | −6.6 (20.1)                             |
| أدنى درجة حرارة °م (°ف)                 | −47.0 (−52.6)                           | −42.0 (−43.6)                           | −33.9 (−29.0)                           | −20.8 (−5.4)                            | −7.5 (18.5)                             | −2.2 (28.0)                             | 0.0 (32.0)                              | −8.9 (16.0)                             | −6.0 (21.2)                             | −22.0 (−7.6)                            | −34.0 (−29.2)                           | −42.0 (−43.6)                           | −47.0 (−52.6)                           |
| الهطول مم (إنش)                         | 30 (1.2)                                | 19 (0.7)                                | 30 (1.2)                                | 43 (1.7)                                | 63 (2.5)                                | 65 (2.6)                                | 95 (3.7)                                | 110 (4.3)                               | 74 (2.9)                                | 62 (2.4)                                | 49 (1.9)                                | 32 (1.3)                                | 669 (26.3)                              |
| متوسط أيام هطول الأمطار                 | 14                                      | 12                                      | 13                                      | 15                                      | 15                                      | 13                                      | 15                                      | 14                                      | 14                                      | 13                                      | 16                                      | 15                                      | 169                                     |
| متوسط الأيام الممطرة                    | 0                                       | 0                                       | 1                                       | 7                                       | 14                                      | 13                                      | 15                                      | 14                                      | 14                                      | 8                                       | 1                                       | 0                                       | 87                                      |
| متوسط الأيام المثلجة                    | 14                                      | 12                                      | 13                                      | 11                                      | 3                                       | 0                                       | 0                                       | 0                                       | 0                                       | 8                                       | 15                                      | 15                                      | 91                                      |
| المصدر #1: climatebase.ru               |                                         |                                         |                                         |                                         |                                         |                                         |                                         |                                         |                                         |                                         |                                         |                                         |                                         |
| المصدر #2: Weatherbase                  |                                         |                                         |                                         |                                         |                                         |                                         |                                         |                                         |                                         |                                         |                                         |                                         |                                         |

## توأمة
لكومسومولسك-نا-أموري اتفاقيات توأمة مع كل من:
- جياموسى
- كامو

## أعلام
- ألكسندر أنتبيكو
- يوري غازينسكي
- كسينيا ألكان
- يوليا تشيبالوفا
- فلاديمير كولاكوف